# TUGZip
A TUGZip egy ingyenes tömörítőprogram a Microsoft Windowshoz. Számos formátumot támogat, köztük néhány igen elterjedtet is, például zip rar, gzip, bzip2, 7z. Ezen felül képes megnyitni néhány image fájlt, úgy mint a BIN-t, C2D-t, IMG-t, ISO-t és az NRG-t.

## Külső hivatkozások
- TUGZip

1. ↑  TUGZip - News